# 1er mai 1913
Le jeudi 1er mai 1913 est le 121e jour de l'année 1913.

## Naissances
- Charles Thomas (mort le 14 octobre 1944), résistant français
- Louis Nye (mort le 9 octobre 2005), acteur américain
- Maurice Gibson (mort le 27 avril 1987), juge britannique en Irlande du Nord
- Max-Pol Fouchet (mort le 22 août 1980), critique d'art, romancier
- Paul D. MacLean (mort le 26 décembre 2007), médecin et neurobiologiste américain
- Ramon Azon Roma (mort le 14 janvier 1984), arbitre espagnol de football
- Walter Susskind (mort le 25 mars 1980), chef d'orchestre et pianiste

## Décès
- Alfred Dethuin (né le 10 mai 1835), politicien belge

## Événements
- Publication de L'Enfant chargé de chaînes, roman de François Mauriac